# غار آریا
غار آریا مربوط به دوران فرادیرینه‌سنگی است و در شهرستان ممسنی، بخش مرکزی، دهستان بکش، ۵۰۰ متری شمال روستای شیر اسپاری واقع شده و این اثر در تاریخ ۳۰ بهمن ۱۳۸۶ با شمارهٔ ثبت ۲۰۹۰۲ به‌عنوان یکی از آثار ملی ایران به ثبت رسیده است.